# Kärlekens ögon
Kärlekens ögon (Ogen van de liefde) is een Zweedse stomme film uit 1922 onder regie van John W. Brunius. 
De hoofdrollen werden gespeeld door Gösta Ekman, Pauline Brunius en Karen Winther. Greta Garbo heeft een figurantenrol in de film.

## Rolverdeling
| Acteur                     | Personage      |
| -------------------------- | -------------- |
| Gösta Ekman                | Henry Warden   |
| Pauline Brunius            | Louise Kent    |
| Karen Winther              | Elsie Campbell |
| Vilhelm Bryde              | Charles Zukor  |
| Jenny Tschernichin-Larsson | Henry's moeder |
| Carl Browallius            | Henry's vader  |
| Justus Hagman              | Elise's vader  |
| Nils Lundell               | ober           |